# Comuna Nove Jîttea, Ciornobai
Nove Jîttea (în ucraineană Нове Життя) este o comună în raionul Ciornobai, regiunea Cerkasî, Ucraina, formată din satele Nove Jîttea (reședința) și Tarasivka.

## Demografie
Componența lingvistică a comunei Nove Jîttea
     Ucraineană (97,54%)
     Rusă (1,79%)
     Alte limbi (0,34%)
Conform recensământului din 2001, majoritatea populației comunei Nove Jîttea era vorbitoare de ucraineană (97,54%), existând în minoritate și vorbitori de rusă (1,79%).